# Г'юлетт-Бей-Парк (Нью-Йорк)
Г'юлетт-Бей-Парк (англ. Hewlett Bay Park) — селище (англ. village) в США, в окрузі Нассау штату Нью-Йорк. Населення — 494 особи (2020).

## Географія
Г'юлетт-Бей-Парк розташований за координатами 40°38′6″ пн. ш. 73°41′45″ зх. д. / 40.63500° пн. ш. 73.69583° зх. д. (40.635120, -73.695824).  За даними Бюро перепису населення США в 2010 році селище мало площу 0,93 км², з яких 0,87 км² — суходіл та 0,06 км² — водойми.

## Демографія
Згідно з переписом 2010 року, у селищі мешкали 404 особи в 131 домогосподарстві у складі 116 родин. Густота населення становила 435 осіб/км².  Було 145 помешкань (156/км²).
Расовий склад населення:
| - 92,6 % — білих - 5,7 % — азіатів - 1,5 % — осіб інших рас |

До двох чи більше рас належало 0,2 %. Частка іспаномовних становила 5,4 % від усіх жителів.
За віковим діапазоном населення розподілялося таким чином: 25,0 % — особи молодші 18 років, 57,4 % — особи у віці 18—64 років, 17,6 % — особи у віці 65 років та старші. Медіана віку мешканця становила 47,0 року. На 100 осіб жіночої статі у селищі припадало 106,1 чоловіків;  на 100 жінок у віці від 18 років та старших — 109,0 чоловіків також старших 18 років.
За межею бідності перебувало 1,4 % осіб, у тому числі 0,0 % дітей у віці до 18 років та 5,1 % осіб у віці 65 років та старших.
Цивільне працевлаштоване населення становило 199 осіб. Основні галузі зайнятості: освіта, охорона здоров'я та соціальна допомога — 35,2 %, фінанси, страхування та нерухомість — 20,6 %, оптова торгівля — 14,6 %, науковці, спеціалісти, менеджери — 13,6 %.